# Дреевы
Дре́евы (осет. Дретæ) — осетинская фамилия.

## Происхождение
Основатель фамилии по имени Дре проживал в селении Лезгор Дигорского ущелья. Он был одним из шести сыновей Сатая, по другой версии — сына Тембола, выходца из Ассии (Балкария). Когда Дре стал главой семейства, то взял фамилию по своему имени.
В Лезгоре у Дре родился сын Геналди, а у Геналди — сын Смайли. Многие поколения Дреевых долгие годы прожили в своём горном селе. Впоследствии часть потомков Дре перебралась на равнину в сел. Хазнидон, некоторые покинули Лезгор и переехали в другие места Осетии из-за кровной мести.
Об одном из Дреевых сохранилось предание. Бежав от кровников, он поселился в селении Даргавс. Однако кто-то выдал его, и кровник решил подстеречь его на горной дороге. У Дреева тоже нашёлся доброжелатель, который предупредил его о засаде. Поэтому, дойдя до опасного места, он слез со своего ишака и пустил того по дороге. Сам же перешёл через вершину, вновь сел на своего ишака и продолжил путь. Кровник просидел в засаде до ночи. Оправдываясь потом перед своими родственниками, он говорил, что не поймёт, как их врагу удалось миновать засаду, если только он не залез в котомку, которая была привязана к ишаку. С тех пор Дреевых, которые живут в Даргавсе, стали в шутку называть Дзакулта (осет. дзæкъул — котомка, мешочек).
Со временем Дреевы перебрались из Даргавса в сел. Средний Урух, где они и живут до сих пор.

## Генеалогия
Родственными фамилиями (арвадалта) Дреевых являются: Бериевы, Бузаровы, Дашиевы, Левановы, Чибиевы.
Генетическая генеалогия
288331 — Dreev Marat — R1b1a2a2c1 (Z2105+, CTS9219+, Y5586+, and DYS389a=12, DYS520=22, DYS576=19)

## Известные представители
- Алексей Сергеевич Дреев (р. 1969) — международный гроссмейстер (1989), чемпион мира и Европы среди юношей, заслуженный мастер спорта России.
- Олег Иванович Дреев — кандидат психологических  наук, доцент общей и социальной кафедры психологии СОГПИ.